# Sponzige kaaszwam
De sponzige kaaszwam (Spongipellis spumeus) is een schimmel uit de familie Meruliaceae. De soort komt bij loofbomen. Hij is bekend van paardekastanje, populier (Populus), iep (Ulmus) en mogelijk esdoorn (Acer). Hij veroorzaakt witrot.

## Kenmerken

### Uiterlijke kenmerken
De hymenofoor heeft buisjes. De kleur is crèmewit. De buizen vormen slechts één laag, 1,5–5 cm dik. Hun randen zijn gelijkmatig of fijn gekarteld. De poriën zijn rond tot hoekig van vorm en hebben een diameter van 0,2–0,5 mm. Meestal zitten er 2-4 op één mm, soms 1-5.

### Microscopische kenmerken
De sporen zijn glad, kleurloos, inamyloïde en dikwandig, bijna rond tot helemaal rond (5,5-7,5 x 4,5-6 µm) µm. Het heeft een monomitisch hyfensysteem. De generatieve hyfen hebben gespen. De hyfen in de trama zijn 2–4,5 µm breed en hebben slechts licht verdikte wanden (tot 0,5 µm). Hyfen in de hoed hebben een breedte van 3–7 µm, met een dichte en gedeeltelijk korrelige protoplasma. In het hymenium ontbreken cystiden en andere onvruchtbare elementen. De basidia zijn verdikt, 4-sporig, met afmetingen van 20–30 × 7–9 µm.

## Verspreiding
In Nederland komt de sponzige kaaszwam zeer zeldzaam voor. Hij staat op de rode lijst in de categorie 'Gevoelig'.